# Яснополянка
Яснополянка — посёлок в Славском районе Калининградской области. Входит в состав Ясновского сельского поселения.

## Население
| 2002 | 2010 |
| ---- | ---- |
| 344  | ↘329 |

## История
Населённый пункт Шпукен в 1946 году был переименован в поселок Яснополянку.